# Kapra
Kapra è una suddivisione dell'India, classificata come municipality, di 159.176 abitanti, situata nel distretto di Rangareddy, nello stato federato del Telangana. In base al numero di abitanti la città rientra nella classe I (da 100.000 persone in su).

## Geografia fisica
La città è situata a 17° 29' 12 N e 78° 33' 58 E e ha un'altitudine di 539 m s.l.m..

## Società

### Evoluzione demografica
Al censimento del 2001 la popolazione di Kapra assommava a 159.176 persone, delle quali 82.914 maschi e 76.262 femmine. I bambini di età inferiore o uguale ai sei anni assommavano a 18.349, dei quali 9.269 maschi e 9.080 femmine. Infine, coloro che erano in grado di saper almeno leggere e scrivere erano 117.897, dei quali 65.735 maschi e 52.162 femmine.